# Виденбрюк
Виденбрюк (на немски: Wiedenbrück) е бивш самостоятелен град в Северен Рейн-Вестфалия, Германия с 21 315 жители към 1 януари 2014 г.
През 1970 г. Виденбрюк е обединен с град Реда и общините Нордреда-Емс, Ст. Вит, Батенхорст и Линтел в новия град Реда-Виденбрюк.